# اسپرماتوزون
اسپِرماتُزون یا اسپِرماتُزویید، برگرفته از واژه‌های یونانی باستان σπέρμα به معنای «دانه» و ζῷον «زنده»، سلول جنبنده اسپرم یا شکل متحرک یاخته پلوئیدیِ گامت نر است. اسپرماتوزون، تخمک را بارور می‌کند تا یاخته تخم تشکیل شود (یاخته تخم، یاخته تنهایی است که تمام کروموزومها را داراست و به‌صورت طبیعی، به رویان مبدل می‌شود)
سلول‌های اسپرم تقریباً نیمی از اطلاعات ژنتیکی فرزند پلوئیدی را (به جز در اکثر موارد، دی‌ان‌ای میتوکندریایی) به ارث می‌گذارند. در پستانداران، جنسیت فرزندان به‌دست سلول‌های اسپرم تعیین می‌شود: به این صورت که اسپرماتوزون حامل کروموزوم ایکس، منجر به تولید فرزند ماده می‌شود (XX) و اسپرماتوزون حامل کروموزوم Y، فرزند نر تولید می‌کند (XY). سلول‌های اسپرم (اسپرماتوزون) اولین بار توسط آنتونی فان لیوونهوک در ۱۶۷۷ دیده شدند.

## بررسی
اسپرم دارای طبیعت قلیایی است و اسپرم‌ها تا زمانی که به واژن می‌رسند، به حرکت کامل (hypermotility) نمی‌رسند، جایی که pH قلیایی با مایع اسیدی واژن خنثی می‌شود. این فرآیند تدریجی ۲۰-۳۰ دقیقه طول می‌کشد. در طول این مدت، فیبرینوژن از وزیکول‌های منی یک لخته تشکیل می‌دهد که اسپرم را تثبیت و محافظت می‌کند. به محض اینکه اسپرم‌ها هیپرموتایل می‌شوند، فیبرینولیزین از پروستات لخته را حل می‌کند و اجازه می‌دهد اسپرم‌ها بهینه شوند.
اسپرم با حداقل سیتوپلاسم و متراکم‌ترین DNA شناخته‌شده در یوکاریوت‌ها شناخته می‌شود. در مقایسه با کروموزوم‌های میتوتیک در سلول‌های سوماتیک، DNA اسپرم حداقل شش بار بیشتر متراکم است.
چندین عامل بر توانایی زندگی و عملکرد صحیح اسپرم تأثیر می‌گذارد. این شامل دما و pH محیط، حضور مخاط دهانه رحم و عوامل سبک زندگی می‌شود.

نمونه حاوی DNA/ کروماتین، سانتریول و احتمالاً هم‌چنین عامل فعال‌سازی اووسیت (OAF) است. این ممکن است با اطلاعات mRNA پدری نیز تعامل داشته باشد و به توسعه جنین کمک کند.
می‌توان اسپرم‌ها را در رقیق‌کننده‌هایی مانند رقیق‌کننده Illini با دمای متغیر (IVT) نگهداری کرد، که گزارش شده است قادر به حفظ باروری بالا در اسپرم‌ها به مدت بیش از هفت روز است. رقیق‌کننده IVT شامل چند نمک، شکر و عوامل ضدباکتریایی است و با CO2 گازدار شده است.
اسپرم انسان حداقل حاوی ۷۵۰۰ پروتئین مختلف است.
طبق مطالعه‌ای در سال ۲۰۲۰، ژنتیک اسپرم انسان با تکامل انسان مرتبط بود.

## نگارخانه

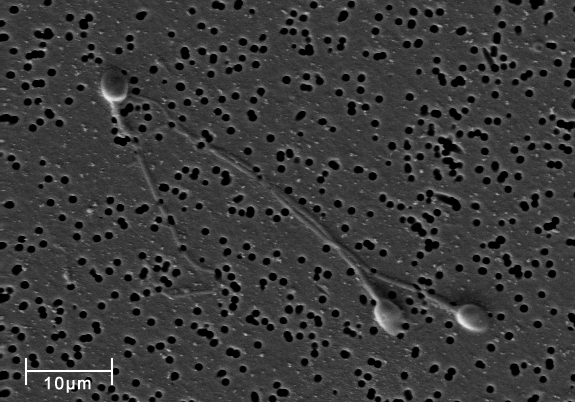
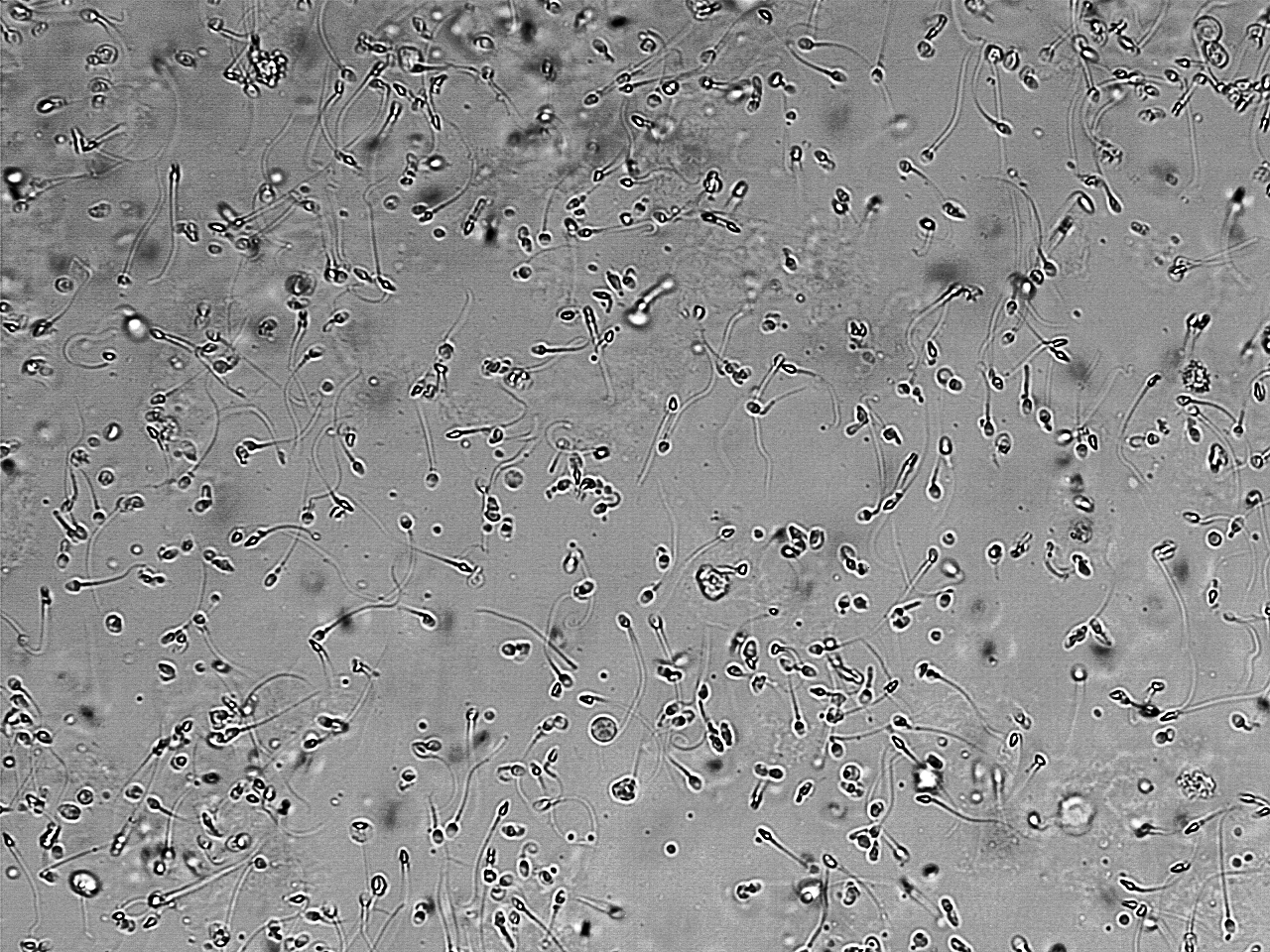
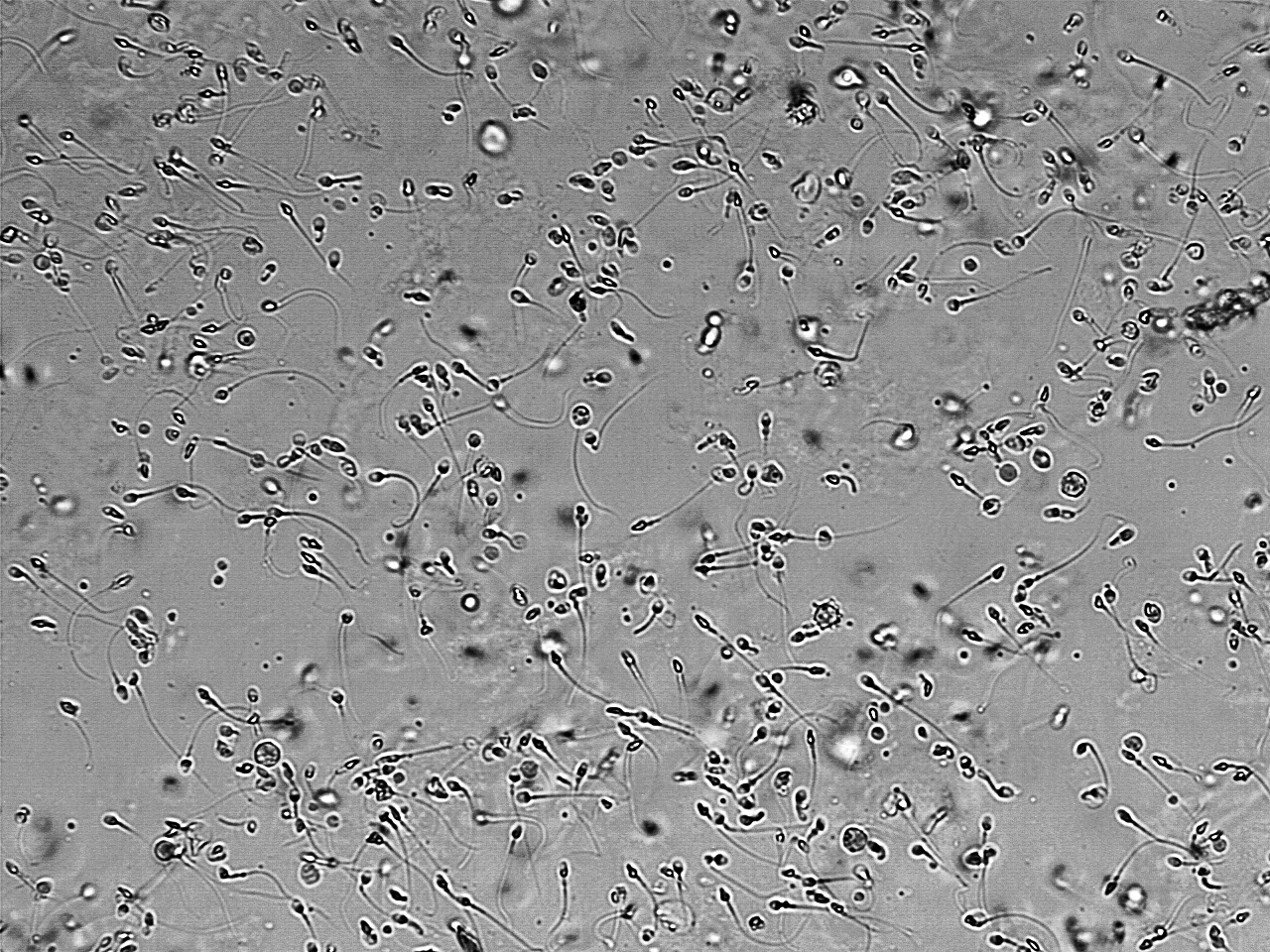